# Žarnov (Vtáčnik)
Žarnov (839,8 m n. m.) je skalnatý vrchol v pohoří Vtáčnik. Nachází se v jihozápadní části pohoří, nad obcí Horná Ves.
Vrch pokrývá smíšený les, ale část vrcholu tvoří velké bradlo, na jižní straně prudce klesající skalnatým srázem. Velká část vrcholu patří do přírodní rezervace Buchlov.

## Přístup
- po  žluté značce z Oslan